# Судзяку
Судзяку (яп. 朱雀 судзяку) — неофициальный девиз правления (ицунэнго), использовавшийся вместо официального девиза Сютё.

## Краткие сведения
Сведений о Судзяку в «Нихон сёки» нет. Судзяку упоминается как девиз правления императора Тэмму в 672 году в «Фусорякки» (яп. 扶桑略記), «Гукансё» (яп. 愚管抄), «Мидзукагами» (яп. 水鏡, Водяное зерцало) и «Гэмпэй дзёсуйки» (яп. 源平盛衰記 Записи о расцвете и упадке Минамото и Тайра). Также в «Сёку нихонги» и «Ацута дайдзингу энги» (яп. 熱田大神宮縁起) есть упоминание о Судзяку как о «скрытом» нэнго в 686 году.